# Вестпорт (Оклахома)
Вестпорт (енгл. Westport) град је у америчкој савезној држави Оклахома.

## Демографија
По попису из 2010. године број становника је 298, што је 34 (12,9%) становника више него 2000. године.
| Група             | 2000.       | 2010.       |
| Белци             | 227 (86,0%) | 277 (93,0%) |
| Афроамериканци    | 2 (0,8%)    | 2 (0,7%)    |
| Азијати           | 2 (0,8%)    | 0 (0,0%)    |
| Хиспаноамериканци | 5 (1,9%)    | 3 (1,0%)    |
| Укупно            | 264         | 298         |